# Henry Percy, 2. Earl of Northumberland

Wappen des Henry Percy, 2. Earl of Northumberland

Henry Percy, 2. Earl of Northumberland, (* 3. Februar 1393 oder 1394; † 22. Mai 1455) war ein englischer Adliger.

## Leben
Er war der Sohn von Sir Henry Percy und dessen Ehefrau Elizabeth de Mortimer, Tochter von Edmund Mortimer, 3. Earl of March, und Philippa of Clarence, 5. Countess of Ulster. Sein Vater war der Sohn und Erbe des Henry Percy, 1. Earl of Northumberland. Nachdem sein Vater 1403 und sein Großvater 1408 bei erfolglosen Aufständen gegen König Heinrich IV. von England gefallen waren, wuchs er im Exil in Schottland auf und wurde an der Universität St Andrews ausgebildet.
Nachdem Heinrich IV. 1413 gestorben war, kehrte er nach England zurück und dessen Sohn, Heinrich V., stellte ihm am 11. November 1414 die Würden seines Großvaters wieder her. Er erhielt dessen Anwesen und Ländereien zurück und mit Letters Patent vom 16. März 1416 bestätigte ihm das Englische Parlament die Titel als Earl of Northumberland und Baron Percy.
Er nahm am Feldzug Heinrichs V. nach Frankreich teil und kämpfte in der Schlacht von Azincourt. 1417 erhielt er das Amt des Warden of the East March. Zwischen 1422 und 1424 gehörte er dem Regentschaftsrat für den minderjährigen König Heinrich VI. an. 1448 führte er eine englische Armee nach Schottland, die in der Schlacht bei Sark vernichtend geschlagen wurde. Er wurde mehrmals als Diplomat nach Schottland entsandt und übte von Mai bis September 1450 auch das Staatsamt des Lord High Constable von England aus.
Später war Percy in die Rosenkriege involviert, welche ihn in eine schwierige Situation brachten. Er schuldete seine Loyalität dem Hause Lancaster, war jedoch der Cousin ersten Grades von Anne Mortimer und ein Verwandter ihres Sohnes Richard Plantagenet, 3. Duke of York und Oberhaupt des Hauses York. Am 22. Mai 1455 kämpfte er auf der Seite von Lancaster in der ersten Schlacht von St. Albans, welche die erste Schlacht der Rosenkriege war und in welcher er fiel.

## Ehe und Nachkommen
Percy heiratete im Oktober 1414 Lady Eleanor Neville, Tochter von Ralph Neville, 1. Earl of Westmorland, und dessen zweiter Frau Joan Beaufort und Witwe von Richard le Despenser, 4. Baron Burghersh. Unter Lady Eleanors Geschwistern waren Richard Neville, 5. Earl of Salisbury und Cecily Neville, Mutter der Könige Eduard IV. und Richard III.
Mit Lady Eleanor hatte er mindestens zehn Kinder:
- John Percy (*† 1418)
- Henry Percy, 3. Earl of Northumberland (1421–⚔ 1461, Schlacht von Towton);
- Thomas Percy, 1. Baron Egremont (1422–⚔ 1460, Schlacht von Northampton);
- Lady Katherine Percy (1423–1475) ⚭ Edmund Grey, 1. Earl of Kent;
- George Percy (1424–1474), Priester;
- Sir Ralph Percy (1425–⚔ 1464, Schlacht von Hedgeley Moor) ⚭ Eleanor de Acton;
- Sir Richard Percy (um 1426–1461) ⚭ Katherine Neville;
- William Percy (1428–1462), Bischof von Carlisle;
- Anne Percy (nach 1428–1522), ⚭ Sir Lawrence Raynesford, ⚭ Sir Hugh Vaughan;
- Lady Joan Percy (1430–1482), Nonne.